# Aurskog-Høland
Aurskog-Høland és un municipi situat al comtat d'Akershus, Noruega. Té 15.914 habitants (2016) i té una superfície de 962 km². El centre administratiu del municipi és el poble de Bjørkelangen.
És el municipi més gran d'Akershus, que cobreix 962 quilòmetres quadrats. Els pobles principals són Aurskog i Bjørkelangen. Els boscos cobreixen gran part de la zona, però també és una bona zona agrícola. Els rius de Haldenvassdraget i Holand transcorren a través del districte.

## Ciutats agermanades
Aurskog-Høland manté una relació d'agermanament amb les següents localitats:
- - Frederikssund, Regió de Hovedstaden, Dinamarca
- - Kumla, Comtat d'Örebro, Suècia
- - Sipoo, Etelä-Suomi, Finlàndia